# Séries TV (comics de Four Color)
Four Color, revue de Dell Comics, offrait à ses lecteurs un éventail très large des héros présents dans l'écurie du groupe. Celui-ci était spécialisé dans l'achat de licences : les personnages de Walt Disney bien sûr, mais pas seulement puisqu'on retrouve ceux de Walter Lantz, des Terrytoons, des Looney Tunes, etc.
Les films de long métrage firent également l'objet de licences puis au début des années 1950 vint aussi le tour de la télévision. 

Le petit écran devint ainsi l'un des pourvoyeurs essentiels de la revue. Les adaptations en comics qui connaissaient le meilleur succès quittaient le giron de Four Color pour avoir leur titre propre et, parfois, revenaient aux sources de la revue mère.

## Dell témoin de son époque
En 1947 le parc de téléviseurs aux États-Unis était de 44.000 contre plus de 40 millions de postes de radio. Le 19 janvier 1953, ils sont 44 millions à se précipiter devant leur petit écran pour voir pour un épisode de I Love Lucy. C'est donc peu dire que l'étrange lucarne fait une entrée fracassante dans les foyers américains. Sevrées de films par les grands studios cinématographiques américains qui voient dans la TV, à juste titre, une concurrente, les chaines inventent programmes originaux, jeux et séries TV.

Ce n'est pas pour rien que la décennie des années 1950 est désormais appelée The Golden Age of Television. 
Dell a compris avant les autres éditeurs qu'il fallait accompagner le mouvement et adapte à tour de bras différentes séries. Par la diversité des thèmes abordés, il en ressort en filigrane une photo de l'Amérique d'alors. En plein boom économique, sure de sa démocratie, de son bon droit et de la justesse de l'American Way of Life. 

Séries TV et partant les comics de Four Color ne sont que le reflet de cet état d'esprit où n'apparaissent ni la question noire, ni la "menace communiste" En un mot comme en cent, séries TV et comics Dell présentent aux kids américains un monde aseptisé, certes pas sans danger, mais sans vrai problème.

## Western
Plus de la moitié des adaptations TV était en fait des westerns. Au total 42 séries sont réparties sur 126 numéros. 

### Annie Oakley
Cette série TV plus ou moins inspirée de la vie d'Annie Oakley membre, entre autres, de la troupe de Buffalo Bill se retrouve dans 3 numéros (438, 481, 575).

### Bat Masterson
Personnage réel du Far West américain, Bat Masterson fut le héros d'une série TV entre 1958 et 1961. Ce numéro (1013) étant couronné de succès amènera la création d'une revue au nom du personnage.

#1013 août 1959

Scénario : Gaylord Du Bois Dessins : Jerry Robinson
1. The Tough Crew -16 planches
2. The Treasure Hole -16 planches

### Bonanza
Bonanza est un des westerns TV qui a duré le plus longtemps avec 14 saisons et 430 épisodes et qui a engendré de nombreuses imitations comme Le Grand Chaparral, La Grande Vallée, etc.). Trois numéros de Four Color lui sont consacrés (1110, 1221 et 1283) avant que la série ne vole de ses propres ailes avec 2 autres numéros chez Dell puis 37 chez Gold Key.

### Boots and Saddle
Un feuilleton aujourd'hui quasiment oublié : une seule saison et 38 épisodes sur la vie d'un fort (fictif) au fin fond de la l'Arizona. Mais Dell Comics avait quand même saisi la balle au bond au cas où…
- # 919 -juillet 1958

1. Battle of Echo Canyon -12 planches
2. The Good Soldier -10 planches
3. Apache Drums -10 planches[8]

- # 1029 -septembre 1959

Scénario : Paul S. Newman Dessins : Ray Bailey
4. Bad Medicine -10 planches
5. The Gun Smugglers -12 planches
6. The Book Soldier -10 planches

### Brave Eagle
Brave Eagle, Aigle noir dans sa version française, est une série TV de 1955 qui, une fois n'est pas coutume, ne dépeignait pas les Indiens comme des sauvages. 

5 numéros (705, 770, 816, 879, 929). Les 162 planches sont dessinées par Dan Spiegle. Le ou les scénaristes sont inconnus
- # 705 -Juin 1956

1-The Mask of the Manitou -19 planches
2-The Gold of Haunted Mountain -15 planches
- # 770 -Février 1957

3-Shield of Honor -22 planches
4-Fury in the Forest -10 planches
- # 816 -Juillet 1957

5-Search for the Sun -20 planches
6-The Iron Trail -12 planches
- # 879 -Février 1958

7-The Forbidden Land -20 planches
8-The Plight of Red Thunder -12 planches
- # 929 -Août 1958

9-The Ride for Life -22 planches
10-The Mustang Trail -10 planches

### Buckskin
Une série de NBC situé dans le Montana des années 1880. 

Scénarios : Eric Freiwald et Robert Schaefer Dessins : Sparky Moore
- #1011 -Juillet 1959[13]

1. Stranger in Town -16 planches
2. Young Heroes -16 planches

- #1107 -Juin 1960[14]

3. King of Montana -18 planches
4. Danger Holiday -14 planches

### Buffalo Bill Jr
Ce Buffalo-là n'est pas le fils du grand Bill mais un orphelin adopté par un juge texan. 

6 numéros (673, 742, 766, 798, 828, 856) avant que la série n'obtienne une revue à son propre nom pour 7 numéros supplémentaires.

### Cheyenne
Ce Cheyenne-là, inconnu en France, a quand même duré 7 saisons (1955-1963) et 108 épisodes. 

3 numéros (734, 772, 803) complétés par 22 numéros supplémentaires de 1957 à 1961 dans une revue du même nom.

### Colt .45
Encore une série inconnue en France mais qui a duré 3 saisons (1957-60) et 67 épisodes. 3 numéros # 924, 1004, 1058 avant que Dell ne crée une revue ad hoc (1960-61) pour 6 numéros supplémentaires.

### Davy Crockett(Walt Disney)
Il s'agit bien sûr de la mini-série de Walt Disney remontée par la suite en films ,. 

4 numéros (631, 639, 664, 671)

### The Deputy
Ce feuilleton de 2 saison et 76 numéros doit surtout sa notoriété au fait qu'Henry Fonda fut de la partie. S'il apparaît seulement dans 6 épisodes, c'est lui qui assure la narration (voix off) des histoires.
Chose notable, c'est John Buscema qui assure les dessins des deux premiers numéros !
- # 1077 - février 1960

Scénario : Paul S. Newman Dessins : John Buscema
1. The Deputy -16planches
2. The Treasure Trail -16 planches

- # 1130 - septembre 1960

Dessins : John Buscema
1. The Gold Killers -16 planches
2. Death and Taxes -16 planches

- # 1225 - octobre 1961

Dessins : Jack Sparling
1. The Renegade Rustler -15 planches
2. Robber in the Night -2 planches
3. Hide-Out Town -15 planches

### Frontier Doctor
Une seule saison (1958-59) pour l'histoire d'un médecin dans l'Arizona de Butch Cassidy. 1 seul numéro. 
- # 877 - février 1958

Dessins : Alex Toth
1. Storm over King City -20 planches
2. Apache Uprising -12 planches

### The Gray Ghost
Un feuilleton d'une saison (1957-58) et 39 épisodes sur la vie romancée de John Singleton Mosby, officier sudiste de la guerre de Sécession. 

2 numéros
- # 911 - juin 1958

1. Point of Honor - 32 planches

- # 1000 - juin 1959

Scénario : Paul S. Newman Dessins : Ray Bailey
2. The Missing Colonel -16 planches
3. Horses for Stuart -16 planches

### Gunsmoke
Gunsmoke est d'abord un feuilleton radio puis une série immensément populaire (20 saisons de 1955 à 1975 !) 5 numéros # 679, 720, 759, 797, 844 puis Dell lance un journal éponyme pour 22 numéros supplémentaires.

### Guslinger
12 épisodes en 1961 pour une série lancée sur CBS.
- # 1220 - septembre 1961

Dessins : Mike Sekowsky
1. Bullets for Braves -15 planches
2. The Night Raider -2 planches
3. The Renegade Sergeant -15 planches

### Have Gun, Will Travel
6 saisons, 225 épisodes, Richard Boone dans le rôle principal mais série inconnue en France. 

3 sorties (931, 983, 1044) puis Have Gun, Will Travel aura une revue à son nom en janvier 1960 pour 11 numéros.

### Jace Pearson of the Texas Rangers
À noter que le premier numéro est intitulé Tales of the Texas Rangers, nom d'une célèbre émission de radio créée en 1950. 

4 numéros (396, 648, 961, 1021).

### Jim Bowie
Jim Bowie est une série axée sur le futur défenseur de Fort Alamo, à l'époque où il vivait encore en Louisiane. 

2 numéros (893, 993)

### Johnny Ringo
1 numéro pour une série qui ne dura qu'une seule saison (1959-60) et 38 épisodes.
- # 1142 - novembre 1960

Dessins : Dan Spiegle
1. Break out -14 planches
2. Young Gun -5 planches
3. Showdown in Sonora -13 planches

### Laramie
3 numéros (1125, 1223, 1284)

124 épisodes sur 4 saisons (1959-63) pour cette série western.
- #1125 -août 1960

Scénario : Paul S. Newman Dessins : Gil Kane
1. The Stage Frame-Up -16 planches
2. The Passenger -16 planches

- #1223 -septembre 1961

Scénario : ? Dessins : Gil Kane
3. The Missing Man -15 planches
4. Relief Driver -2 planches
5. The Missing Man -15 planches
- #1284 -février 1962

6. The Doomed Captive -15 planches Dessins : Russ Heath
7. A Lame Excuse -2 planches Dessins : Gil Kane
8. Snowbound -15 planches Dessins : Russ Heath

### The Lawman
4 saisons, 156 épisodes et un illustre inconnu en France. En fait on se souvient davantage de John Russell, qui joue le rôle du marshall Dan Troop, pour son interprétation dans le film de Clint Eastwood : Pale Rider, le Cavalier Solitaire (1985). 

2 numéros seulement chez Dell (970, 1035)
- #970 - février 1959

Dessins : Dan Spiegle
1. The Deputy -18 planches
2. Trial by Fury -14 planches[34]#1035 - novembre 1959

Scénario : Eric Freiwald et Robert Schaefer Dessins : Dan Spiegle
3. Escape from Laramie -16 planches
4. Dynamite Train -16 planches

### MacKenzie's Raiders
Une saison de 39 épisodes de 30 minutes en 1958-59.
- # 1093 -juin 1960

Scénario : Eric Freiwald et Robert Schaefer Dessins : Jesse Marsh
1. Border Bandits -18 planches
2. Trail to Rosales -14 planches

### Maverick
Maverick est la série TV qui lança la carrière de James Garner. Une mésentente entre l'acteur et la production amena son départ du feuilleton. Il fut alors remplacé par … Roger Moore. 

6 numéros (892, 930, 945, 962, 980, 1005)

### The Range Rider
Une série western de 3 saisons (1951-53) de 79 épisodes dont plusieurs furent signés par Eric Freiwald également scénariste de comics .
- # 404 -juin 1952

1. Range Rider and the Monster of the Desert -18 planches
2. Range Rider and the Killer of Rio Hondo -18 planches

Si le(s) scénariste(s) reste(nt) inconnu(s), les dessins sont réalisés par Bob Schoenke.

### Rawhide
C'est le feuilleton qui sinon lança la carrière de Clint Eastwood au moins attira l'œil d'un certain … Sergio Leone. 

6 numéros (1028, 1097, 1160, 1202, 1261, 1269)

### The Rebel
Johnny Yuma est un ancien soldat sudiste qui en 1867 retourne dans son Texas natal pour y défendre la veuve et l'orphelin. 2 saisons et 78 épisodes d'une série qui n'a jamais franchi les frontières de l'Hexagone. 

4 numéros  
Scénario : Gaylord Du Bois / Dessins : Mike Sekowsky
- 1076 –Février 1960

1- Bad Medicine -16 planches
2- Buzzard Bait -16 planches
- 1138 –Octobre 1960

3- Black Eagle -16 planches
4- Johnny Yuma's Orphan-16 planches
- 1207 –Septembre 1961

5- The Martinet -15 planches
6- The Exiles -15 planches
- 1207 –Décembre 1961

7- The Frightened Town -15 planches
8- The Flying Norseman -2 planches
9- Cloud of Danger -15 planches

### Restless Gun
2 saisons et 78 épisodes pour ce western dont le rôle vedette était tenu par John Payne.

5 numéros (934, 986, 1045, 1089, 1146).

Ni la série TV, ni la bande dessinée n'ont réellement marqué leur temps.
Comme le titre l’indique, le revolver du héros de l’histoire, Vint Bonner, ne connaît pas vraiment de repos.
- # 934 –Septembre 1958

Scénariste inconnu, dessins de Mel Keefer.
1- Outlaw Stage -18 planches
2- Vengeance Valley -14 planches
- # 986 –Avril 1959

3- Border Search -21 planches
4- Trouble Train -11 planches
Scénariste et dessinateur inconnus.
- # 1045 –Novembre 1959

Scénariste inconnu, dessins de Nat Edson.
5- The Little Giant -16 planches
6- Gunfight Trail -16 planches
- # 1089 –Avril 1960

Scénariste inconnu, dessins de Nat Edson.
7- Prediction of Doom -20 planches
8- The Trial -12 planches
- # 1146 –Novembre 1960

11- Stranger on a Stage -13 planches
12- The Saddle -6 planches
13- Gunfight For Gold -13 planches
14- A Fearful Thing -1 planche
Scénariste et dessinateur inconnus.

### The Rifleman
Cet Homme à la carabine vécut 168 épisodes sur 5 saisons (1958-63) chez ABC. Chuck Connors (1921-1992), ancien joueur professionnel de baseball et de basket y tenait le rôle principal. Mais la série est également connue pour ses guests. Dans les 970 rôles référencés on retrouve Robert Vaughn, Agnes Moorehead, John Carradine, Harry Dean Stanton, Denis Hopper ou même Sammy Davis Jr. 

Ce numéro 1009 fut suivi d'une revue éponyme d'abord chez Dell (1960-62) puis chez Gold Key (1962-64)

### The Texan
2 saisons (1958-60) et 79 épisodes pour une série dont le rôle vedette était tenu par Rory Calhoun.
- # 1027 -septembre 1959

Scénario : Eric Freiwald et Robert Schaefer Dessins : Mel Keefer
1. Revenge In Rock River -19 planches[47]
2. Stage to Paradise -13 planches

- # 1096 - mai 1960

Dessins : Dan Spiegle
3. Ambush Alibi -17 planches
4. Gunfight at Fury Falls -15 planches

### Rin Tin Tin
Vedette du cinéma muet, Rintintin fut aussi un feuilleton télévisé de 5 saisons (1954-59) et 164 épisodes. 

Les 3 numéros (434, 476, 523) furent poursuivis par une série de 35 livraisons supplémentaires (1954-61) même si le titre officiel devint à partir du #21, Rin Tin Tin & Rusty.

NB : Il est à noter que les Américains écrivent le nom du chien en 3 mots et les Français en un seul. Rintintin fut également une revue de BD publiée en France par Sagedition. La première série de 1960 à 1970 comprit 119 numéros. Une deuxième série, plus erratique, commença en 1970 pour s'achever en 1985. Dans les deux cas, il ne s'agissait pas de seules reprises des bandes américaines mais aussi de pures créations françaises.

### Shotgun Slade
2 saisons (1959-61) et 78 épisodes
- # 1111 - juillet 1960

Les dessins pourraient être de Sparky Moore mais rien n'est vraiment sûr.
1. Outpost Outlaws -18 planches
2. Cowtown -14 planches

### Steve Donovan
Une seule saison (1955) et 39 épisodes 

NB: On se rappellera que c'est aussi le nom de Blueberry ou presque (Mike Steve Donovan) 

3 numéros (675, 768, 880)

### Sugarfoot
4 saisons (1957-61) et 69 épisodes qui n'ont pas vraiment révolutionné le genre.

6 numéros (907, 992, 1059, 1098, 1147, 1209)

### Sundance
1 numéro inspiré de la série Hôtel de Paree (sic) western de 32 épisodes sur une seule saison en 1959-60.
- # 1126 - août 1960

Scénario : Gaylord Du Bois Dessins : Mike Sekowsky et Frank Giacoia
1. The "Dark Horse" Wins -16 planches
2. The Silver Dollar Showdown -16 planches

### Tales of Wells Fargo
8 numéros (876, 968, 1023, 1075, 1113, 1167, 1215, 1287)

### Texas John Slaughter(Walt Disney)
Texas John Slaughter est un Texas Ranger que l'on retrouve à 17 reprises entre 1958 et 1961 dans l'émission Walt Disney Presents.

2 numéros (997, 1181). On le retrouve davantage dans une autre revue de Dell également titrée Walt Disney Presents.

### Tombstone Territory
3 saisons (1957-60) et 93 épisodes pour une série dont l'une des particularités était d'avoir un héros avec une coquetterie dans l'œil, lequel était quand même de lynx !
- # 1123 - août 1960

Scénario : Paul S. Newman Dessins : Dan Spiegle
1. Printer's Justice -18 planches
2. The Gunman -14 planches

### Wagon Train
La Grande Caravane puisque tel était son titre français dura 8 saisons et 284 épisodes. Ward Bond, acteur « fordien » y tint le rôle du major Seth Adams durant 133 épisodes.

3 numéros (895, 971, 1019)

### Wanted Dead or Alive (Au nom de la loi)
3 saisons et 94 épisodes d'une série désormais mythique, ce Nom de la loi a fait de Steve McQueen une véritable vedette.
- #1102 -mai 1960

Dessins : Albert Micale
1. Payment Delayed -15 planches
2. Badman In Blue -15 planches[62]

- #1164 -mars 1961

3. The Carved Bullet -16 planches
4. The Trail of the Bear -16 planches

### Wyatt Earp
6 saisons et 266 épisodes pour cette gâchette légendaire de l'Ouest.

3 numéros (860, 890, 921)

C’est la même équipe de deux scénaristes et un dessinateur qui a réalisé tous les épisodes (94 planches). Signalons que Russ Manning qui s’illustra quelques années plus tard avec les comics strips et Sunday pages de Tarzan travaillait pour Western Publishing depuis 1953. Sa collaboration principale était d’ailleurs pour la revue … Tarzan.

Scénario : Eric Freiwald ; Robert Schaefer / Dessins : Russ Manning 
- # 860 –Novembre 1957

1- Terror Town -16 planches
2- Doomsday at Dodge City -16 planches
- # 890 –Février 1958

3- Tin Star Trouble-16 planches
4- The Last of the Buffalo Hunters -16 planches
- # 921 –Juin 1958

5- Tunnel of Terror-10 planches
6- Tiny Trouble -10 planches
7- Free Gold -10 planches

### Zorro(Walt Disney)
Indémodable, sans doute insurpassable, la série de Walt Disney ne pouvait pas ne pas être adaptée en comics ! 

7 numéros # 882, 920, 933, 960, 976, 1003, 1037 avant qu'une revue ne soit créée pour la cause.

## Séries policières
7 séries et 14 numéros

### 77 Sunset Strip
Une des séries vedettes d'ABC : 6 saisons, 208 épisodes sur ces détectives privés de Los Angeles. # 1066, 1106, 1159, 1211, 1263, 1291. Un numéro supplémentaire, hors collection, paraîtra chez Dell en 1962 avant que Gold Key ne crée une revue … pour deux petits numéros seulement.

### 87th Precinct
Il s'agit bien sûr de l'adaptation de la série télévisée (inédite en France) de 1961-62, elle-même adaptée des romans d'Ed McBain ! 
- # 1309 -Avril 1962[66]

1. Blind Man's Bluff… -32 planches (Dessins : Bernie Krigstein)

NB: Krigstein est l'un des dessinateurs de l'équipe d'EC Comics, même s'il a rejoint le groupe assez tardivement.

### Target: The Corruptors
- # 1306 -Mars 1962

1. The Parking Lot Protection Racket -32 planches (Dessins : Gerald McCann)

### The Detectives
3 saisons et 97 épisodes pour cette série qui comptait comme héros principal Robert Taylor dans le rôle du capitaine Matt Holbrook
- # 1168 -mars 1961Petit texte

Scénario : Eric Freiwald ; Robert Schaefer /Dessins : Mel Keefer
1- Shadow at the window -24 planches
Un homme s'accuse d'un crime qu'il n'a peut-être pas commis.
2- No place to hide -8 planches
- # 1219 -mars 1962

Scénario : Eric Freiwald ; Robert Schaefer /Dessins : Nat Edson
3- Triple Revenge -16 planches
Deux crimes a priori sans relation pourraient-ils en annoncer un troisième ?
4- The Informers -15 planches
- # 1240 -novembre 1961

Scénario : Eric Freiwald ; Robert Schaefer /Dessins : Warren Tufts
5- Hit and Run -16 planches
Le hit and run correspond aux États-Unis à un accident avec délit de fuite.
6- Cousin Rat -14 planches

### Peter Gunn
3 saisons, 114 épisodes et un générique ultra connu repris notamment par Art of Noise. 
- # 1087 - Avril 1960[67]

Scénarios : Paul S. Newman Dessins : Mike Sekowsky
1. The Harmless Hobby -16 planches
2. The Purple Clue -16 planches

### The Untouchables (Les Incorruptibles)
Ces Incorruptibles ont rayonné 4 ans et 120 épisodes. # 1237, 1286. Deux numéros supplémentaires sortiront hors collection.

## Séries d'aventures
21 numéros et 14 séries.

### 77th Bengal Lancers
- # 791 -avril 1957

77th Bengal Lancers tenait son inspiration du film Les Trois Lanciers du Bengale d'Henry Hathaway sauf que cette fois les lanciers n'était que 2. Une seule saison (1956-57) pour 26 épisodes. Pour la petite histoire, l'acteur Phil Carey étant incapable de prendre l'accent anglais, les scénaristes le transformèrent alors en Canadien !
1. The Traitor -20 planches
2. The Pawn -12 planches

### Adventures in Paradise (Aventures dans les Iles)
- # 1301 -février 1962

Aventures dans les îles est un feuilleton tiré d'un roman de James Michener et relatant les aventures du Capitaine Troy.
1. Circle of Fire -32 planches (Dessins : Jack Sparling)

### Andy Burnett
- # 865 -décembre 1957

Andy Burnett est une mini-série de 6 épisodes de la série Disney Parade,. En reprenant le héros créé par Stewart Eward White, la société Disney cherchait à refaire le succès qu'elle avait eu avec Davy Crockett sans toutefois y parvenir.
1. Andy Burnett -32 planches (Dessins : Bill Ziegler)

### The Aquanauts
- # 1197 - mai 1961

The Aquanauts connut une courte carrière (1 seule saison en 1961-62 et 32 épisodes). Ce qui n'empêcha pas Dell de tenter l'aventure.

Dessins : Dan Spiegle
1. Sea Search -15 planches
2. Deep Six -15 planches

### Circus Boy
Cette série en noir et blanc raconte l'histoire d'un jeune garçon dont les parents, trapézistes, sont morts en représentation. Adopté par la grande famille du cirque, il y vit de nombreuses aventures. La série a été diffusée en France en 1961. À noter que le jeune héros, Corky, est interprété par Mike Braddock qui sera plus tard connu sous son vrai nom, Micky Dolenz, car il était le chanteur du groupe pop The Monkees. 

Tous les dessins sont dus à Dan Spiegle mais les scénaristes restent inconnus.
- # 759 –Décembre 1956

1- Swifty's Revenge -16 planches
2- The Amazing Mr. Sinbad -16 planches
- # 785 –Avril 1957

3- The Great Gambino -20 planches
4- Counterfeit Clown -12 planches
- # 813 –Juillet 1957

5- The Fabulous Colonel Jack -20 planches
6- Leap for Life -12 planches

### Danger Man (Destination Danger)
- # 1231 -septembre 1961

Destination Danger est la seule série britannique adaptée par Dell.
1. Murder on the Midway -32 planches (Dessins : Tony Tallarico)

### Fury
Série d'aventures où le héros, Fury, est un cheval. L'action se déroule au Far West. 

Un numéro (1962) hors collection complétera cette série de 9 (781, 885, 975, 1031, 1080, 1133, 1172, 1218, 1296)

### Ripcord (Les Hommes Volants)
- # 1294 -mars 1962

Les Hommes volants est une série narrant les aventures de deux instructeurs parachutistes civils.

Scénario : Paul S. Newman Dessins : Ray Bailey
1. The Bottomless Jump -17 planches
2. The Dangerous Dive -15 planches

### Sea Hunt
Quatre saisons (1958-61) et 155 épisodes pour cette série de plongeurs sous marins qui inspirera des imitations TV comme The Aquanauts. Après 3 numéros (928, 994, 1041) la série se poursuivra (1960-62) sous son propre titre.

### Super Circus
La vie d'un cirque aux États-Unis. L'une des séries les plus anciennes de la TV puisque créée dès 1949. 

3 numéros (542, 592, 694,)

### The Swamp Fox
- # 1179 - février 1961

The Swamp Fox est une mini-série de Walt Disney en 8 épisodes qui se sont étalés entre octobre 1959 et janvier 1961. Cette dilution dans le temps explique sans doute pourquoi, le succès n'a pas été au niveau escompté. Disney pensait refaire le coup de Davy Crockett, il n'en fut rien bien que cette histoire de patriotes américains luttant contre les Britanniques au moment de la guerre d'indépendance avait quelques atouts. À noter que c'est Leslie Nielsen qui tenait le rôle du héros alors que ses dernières interprétations le mettaient nettement dans des emplois comiques.
1. Redcoat Rebel -22 planches
2. Decision at Dawn -10 planches

C'est John Ushler qui a signé les dessins de ces deux histoires.

### Troubleshooters
- # 1108 - juin 1960

Troubleshooters (1959-60) connut 26 épisodes dont la plupart (tous ?) furent réalisés par un jeune prometteur : Robert Altman.
1. Top Push - 16 planches
2. Duel at Dawn - 16 planches

### Voyage to the Bottom of the Sea (Voyage au Fond des Mers)
- # 1230 -novembre 1961

Voyage au Fond des Mers est une série de 110 épisodes sur 4 saisons (1964-68). Irwin Allen, le producteur-réalisateur tenait à rentabiliser les décors de son film Le sous-marin de l'Apocalypse qui lui avait coûté cher. Il a eu raison, le film fut un succès, la série aussi.
1. Voyage to the Bottom of the Sea -32 planches (Dessins : Sam Glanzman)

### Whirlybirds
Ces Whirlybirds sont en fait des hélicoptères qui ont volé sur CBS pendant 3 saisons (1957-60) et 111 épisodes. 
- # 1124 -août 1960[77]

Dessins : Ray Bailey
1. Rampage on the River -16 planches
2. The Trackdown-16 planches

- 1216 -Septembre 1961[78]

Scénario : Gaylord Du Bois Dessins : Ray Bailey
3. The Flaming Hills -15 planches
4. The Conquering Fury - 2 planches
5. The Oasis -15 planches

### Divers Autres
- # 1254 -février 1962

Diver Dan, 104 épisodes en dessins animés inédits en France.
1. The Masquerade Ball -32 planches (Dessins : Sal Trapani)

## Comédies
11 séries et 23 numéros

### Andy Griffith
Cet acteur, inconnu ou presque en France, fit ses premières armes à la télévision dès 1955. Sa popularité fut telle qu'il obtint son propre show et ce pendant 8 saisons (1960-1968).
- # 1252, 1341

### Bachelor Father
Cette comédie de 5 saisons (1957-1962) et 157 épisodes mettait en scène John Forsythe dans le rôle d'un procureur qui élève seul sa nièce puisque les parents de la jeune fille sont morts dans un accident de la route.
- # 1332 (avril 1962)

1. Bentley's Sport Shirt -1 planche
2. Peter's Pal -32 planches
3. Bentley's Roses -1 planche
4. The Missing Shoe -1 planche

Scénariste(s) et dessinateur(s) restent inconnus.

### Captain Kangaroo
Cette émission pour enfants, a priori inédite en France, dura pourtant 38 (!) saisons (1955-1984).
- # 721, 780, 872,

### Car 54
Comédie de 2 saisons (1961-1963) et 60 épisodes qui narrent les aventures de 2 officiers du New York Police Department patrouillant dans le Bronx au volant de la voiture 54.
- # 1257 (Mars 1962)

1. Park in the Dark -1 planche
2. Outside the Ritz Hotel -32 planches
3. Irons in the Fire -1 planche
4. Putting on the Dog -1 planche

Si le scénariste est inconnu, les dessins sont signés Tony Tallarico.

### The Danny Thomas Show
- # 1180,

### Hennesey
3 saisons et 95 épisodes pour les aventures de ce médecin militaire. C'est du MASH avant MASH et politiquement correct.
- # 1200, 1280

### Leave It To Beaver
6 saisons, 235 épisodes pour les aventures quotidiennes de ce kid américain.
- # 912, 1103, 1191, 1285,

### The Life of Riley
Une émission de radio fort populaire dans les années 1940, puis un film en 1949 et enfin une longue série TV dans les années 1950.
- # 917, 999, 1191,

### Margie
Très courte série qui ne connut qu'une seule saison (1961) pour 26 épisodes dont l'action se situait dans les années 1920 dans une petite ville de Nouvelle-Angleterre.
- # 1307,

### Mr Ed
Mr Ed, le fameux cheval parlant eût droit à un numéro (1295). 

Gold Key reprendra la série pour faire un journal au nom de l'animal (6 numéros de 1962 à 1964)

### The Real McCoys
La vie d'une famille de paysans américains de Virginie. 6 saisons et 224 épisodes (1957-63). 

4 numéros (1071, 1134, 1193, 1265)

## Autres Séries TV de Walt Disney
- Spin & Marty[82] 6 numéros (714, 767, 808, 826, 1026, 1082)
- The Hardy Boys 4 numéros (760, 830, 887, 964)
- 7 numéros # 707 (Corky & White Shadow), 889 (Clint and Mac), 905 (Annette)[83], 997 (Walt Disney Presents), 1100 (Annette), 1260 (The Horsemasters), 1273 (Hans Brinker),

## Séries TV (divers)
- 3 numéros # 915, 1083, 1337,

### Casey Jones
- # 915 -juillet 1958

1. Prison Train -16 planches
2. The Great Mail Race -16 planches

Scénario :Robert Schaefer Dessins : Bill Ziegler

Un numéro dédié à la série Casey Jones conducteur d'une locomotive à vapeur, série TV de 32 épisodes en 1957-58.

### Men Into Space
- # 1083 -mars 1960

1. Space Probe -10 planches
2. Moon Landing -10 planches
3. The Dust and the Depths -12 planches[85]

Scénario :Gaylord Du Bois Dessins : Murphy Anderson

38 épisodes de 30 minutes pour une seule saison de cette série de science-fiction.

### Dr Kildare
- # 1337 -mars 1962

Le Docteur Kildare est le héros d'une dizaine de films dans les années 1930 mais également de radio et d'une série TV de 5 saisons (1961-1966) dont le rôle était tenu par Richard Chamberlain pendant les 191 épisodes mais aussi de livres et aussi d'un comic strip qui dura 21 ans (1962-83), réalisé par Ken Bald. Dell poursuivra la série sous son titre pendant 8 numéros encore.
1. The Doctor and the Gambler -32 planches

Dessins : Doug Wildey.